# 格雷格·兰德克
格雷格·兰德克（英語：Gregg Landaker）是一位退休的美国重录混音师。他曾赢得了4次奥斯卡金像奖，并在奥斯卡最佳音响效果奖上获得了5次提名。他自1979年起参与制作了207部电影，直到他于2017年退休。他决定敦刻尔克将会是他参与制作的最后一部电影。

## 精选影视作品
汉森获得过4次奥斯卡奖，并在最佳音效奖中获得5次提名。
获奖：
- 星球大战V：帝国反击战 (1980)[2]
- 夺宝奇兵 (1981)[3]
- 生死时速 (1994)[4]
- 敦刻尔克 (2017)[5]

提名：
- 刺杀肯尼迪 (1991)[6]
- 未来水世界 (1995)[7]
- 龙卷风 (1996)[8]
- 猎杀U-571 (2000)[9]
- 星际穿越 (2014)[10]